# Wyberton
Wyberton is een civil parish in het bestuurlijke gebied Boston, in het Engelse graafschap Lincolnshire. In 2001 telde het civil parish 3790 inwoners. Wyberton komt in het Domesday Book (1086) voor als 'Wibertone' / 'Wibertune'.